# Кирхгоф, Фердинанд
Фердинанд Кирхгоф (нем. Ferdinand Kirchhof; род. 21 июня 1950, Оснабрюк, Нижняя Саксония) — немецкий юрист, судья (2007—2018) и заместитель председателя (2010—2018) Конституционного суда Германии.

## Биография
Родился 21 июня 1950 года в городе Оснабрюк, Нижняя Саксония, Германия. Окончил Гейдельбергский университет.

## Карьера
В ранние годы своей юридической карьеры Кирхгоф работал в региональных судебных учреждениях страны, а также вёл преподавательскую деятельность. Позднее он был приглашён на работу в правительственную Комиссию по реформе федеральной системы правления, а с 2003 по 2007 год он был судьёй Конституционного суда Баден-Вюртемберга.
В 2007 году Христианско-демократический союз Германии выдвинул Кирхгофа на должность судьи Конституционного суда Германии на замену уходящему в отставку Удо Штайнеру. Спустя три года он был избран вице-президентом суда.
Во время работы в Конституционном суде Кирхгоф наиболее запомнился работой в качестве председателя судебной комиссии, отвечавшей за вынесение решения, согласно которому совету общественного вещателя ZDF было поручено сократить долю его членов, которые являлись политиками или были непосредственно связаны с государством. Данный иск был подан после того, как административный совет организации, в котором в то время наибольшую часть составляли члены партии христианских демократов, решил не продлевать контракт с бывшим главным редактором Николаусом Брендером, действуя против указов генерального директора Маркуса Шехтера.